# Guapi (ort)
Guapi är en ort i Colombia.   Den ligger i departementet Cauca, i den västra delen av landet, 500 km sydväst om huvudstaden Bogotá. Guapi ligger 3 meter över havet och antalet invånare är 13 853.
Terrängen runt Guapi är platt. Runt Guapi är det glesbefolkat, med 14 invånare per kvadratkilometer. Guapi är det största samhället i trakten. I omgivningarna runt Guapi växer i huvudsak städsegrön lövskog.